# 王慧玲
王慧玲（1981年—），女，安徽枞阳人，作家，网络主播，女性主义者。
王慧玲出生在安徽大别山的农村，中专毕业后独自一人前往上海谋生，并负担了两个弟弟的学费。在上海學日語期間，通過Skype認識了英國人Peter，後來兩人結婚。2020年3月，王慧玲在抖音发布视频，劝告农村出身又没高学历的女孩，不必因为压力草率进入婚姻，引发广泛关注。

## 著作
《基层女性》，出版社: 中国友谊出版公司。